# چاردرخت

یک چاردرخت ناحیه‌ای با مجموعه‌ای از نقاط

چاردرخت یک داده ساختار درختی است که در آن هر گره داخلی دقیقاً چهار فرزند دارد. این داده‌ساختار معمولاً برای افراز یک فضای دوبعدی به صورت بازگشتی به تعدادی ناحیه (چارک) استفاده می‌شود. این ناحیه‌ها ممکن است مربع، مستطیل یا به هر شکل دیگری باشند. در سال ۱۹۷۴، Raphael Finkel و  J.L. Bentley  این داده‌ساختار را quadtree نامیدند. چنین افرازی Q-tree نیز خوانده می‌شود. همۀ انواع چاردرخت، در تعدادی ویژگی مشترکند:
- فضا را به تعدادی ناحیه تقسیم می‌کنند.
- هر ناحیه (یا سطل) یک ظرفیت دارد. وقتی ظرفیت یک ناحیه پر شود، آن ناحیه تکه می‌شود.

## انواع
چاردرخت‌ها را می‌توان بر اساس نوع داده‌ای که نمایش می‌دهند (مثل سطح، نقطه، خط یا منحنی) تقسیم‌بندی کرد. یک نحوۀ دیگر تقسیم‌بندی بر این اساس است که آیا شکل درخت ایجادشده مستقل از ترتیب پردازش داده‌ها است یا خیر. تعدادی از چاردرخت‌های متداول عبارتند از:

### چاردرخت ناحیه‌ای
این نوع چاردرخت، نمایشگر افرازی از یک صفحۀ دوبعدی است که در آن افراز، صفحۀ دوبعدی به چهار ناحیۀ برابر افراز شده و برخی ناحیه‌ها خود به چهار زیرناحیۀ برابر افراز شده‌اند و به همین ترتیب فرایند افراز می‌تواند ادامه پیدا کند. در چنین افرازی، هر گره، یا چهار فرزند دارد یا فرزندی ندارد (برگ است). هر برگ از درخت مربوط به یکی از زیر‌ناحیه‌‌های افراز است و اطلاعات آن زیرناحیه در آن برگ ذخیره می‌شود. چاردرخت ناحیه‌ای یک نوع ترای است.
می‌توان از یک چاردرخت ناحیه‌ای با ارتفاع n برای نمایش یک تصویر با ابعاد 2n × 2n پیکسل (که مقدار هر پیکسل ۰ یا ۱ است) استفاده کرد. ریشۀ درخت، نمایشگر کل تصویر است. هر ناحیه‌ای که مقدار همۀ پیکسل‌هایش با هم برابر نیست، به ۴ زیرناحیه تقسیم می‌شود. در نهایت هر برگ از درخت، مجموعه‌ای مربع‌شکل از تعدادی پیکسل را نشان می‌دهد که همگی ۰ یا همگی ۱ هستند.
اگر چاردرخت ناحیه‌ای برای نمایش مجموعه‌ای از نقاط (مثلاً تعدادی شهر که با طول و عرض جغرافیایی مشخص شده‌اند) استفاده شود، ناحیه‌ها تا جایی تقسیم می‌شوند که هر زیرناحیه حداکثر یک نقطه را شامل شود.

### چاردرخت نقطه‌ای
چاردرخت نقطه‌ای تعمیمی از درخت دودویی است. از یک درخت دودویی می‌توان برای ذخیره تعدادی عدد (از فضای یک‌بعدی) استفاده کرد. ولی از چاردرخت نقطه‌ای می‌توان برای ذخیره تعدادی نقطه (دوتایی مرتب) از فضای دوبعدی استفاده کرد. این درخت، همۀ ویژگی‌های چاردرخت را دارد و یک درخت واقعی است. یعنی گره‌های درخت، خود نقاطی هستند که می‌خواهیم نمایش دهیم (برخلاف چاردرخت ناحیه‌ای، وقتی که برای نمایش تعدادی نقطه مورد استفاده قرار بگیرد). شکل ناحیه‌های ایجاد شده به ترتیب اضافه کردن نقاط بستگی دارد (درست مثل درخت دودویی جستجو). چاردرخت نقطه‌ای، معمولاً برای مقایسه بین مجموعه‌ای از نقاط در صفحۀ دوبعدی بسیار بهینه (معمولاً از O(log n)) عمل می‌کند.

#### ساختار گره‌ها در یک چاردرخت نقطه‌ای
در یک چاردرخت نقطه‌ای، گره‌ها مشابه گره‌های درخت دودویی هستند. با این تفاوت که در این‌جا هر گره به جای دو اشاره‌گر «راست» و «چپ» درخت دودویی، چهار اشاره‌گر دارد (به ازای هر زیرناحیه یک اشاره‌گر). همچنین کلید عناصر ذخیره‌شده به دو قسمت تقسیم می‌شود (نشان‌دهنده طول و عرض نقاط). با این توضیحات، در هر گره از درخت این اطلاعات وجود دارد:
- چهار اشاره‌گر: به ترتیب چارک NW، چارک NE، چارک SW و چارک SE
- نقطه. که شامل کلید و مقدار می‌شود:
  - کلید: معمولاً با دو مختصه x و y نمایش داده می‌شود
  - مقدار: مثلاً یک نام

### چاردرخت یالی
این چاردرخت برای ذخیرۀ خط و منحنی (به جای نقطه) استفاده می‌شود. یک منحنی با تقسیمات زیاد ناحیه‌ها تقریب زده می‌شود. این کار ممکن است باعث شود که یک درخت بسیار نامتوازن ایجاد شود که با هدف کاراتر شدن دسترسی‌ها تناقض دارد.

### چاردرخت نقشۀ چندضلعی
این چاردرخت (PMQuadtree) نوعی چاردرخت است که برای ذخیرۀ مجموعه‌ای از چندضلعی‌ها استفاده می‌شود که ممکن است تبه‌گون باشند (یعنی یک ضلع مجزا یا یک رأس مجزا در میانشان باشد). سه ردۀ اصلی از PMQuadtree ها وجود دارد که به خاطر نوع داده‌هایی که در گره‌های سیاه ذخیره می‌شود تفاوت دارند. چاردرخت PM3 می‌تواند تعدادی ضلع نامتقاطع و حداکثر یک نقطه را ذخیره کند. چاردرخت PM2 همانند PM3 است با این تفاوت که همه ضلع‌ها باید نقطۀ پایانی یکسان داشته باشند. چاردرخت PM1 نیز شبیه PM2 است. ولی گره‌های سیاه می‌توانند یک نقطه و ضلع‌های متصل به آن یا فقط تعدادی ضلع که در یک نقطه مشترک هستند را در خود ذخیره کنند، ولی نمی‌توان یک نقطه و تعدادی ضلع که در آن نقطه مشترک نیستند را در گره ذخیره کرد.

## کاربردهای دیگر
- ذخیره‌سازی تصویر
- نمایه‌سازی فضایی
- تشخیص بهینۀ برخورد اشیا در دو بعد
- ذخیرۀ داده‌های تنک (مثل اطلاعات قالب‌بندی یک صفحه‌گسترده، یا مثل محاسبات ماتریسی)
- حل میدان های چندبعدی (دینامیک سیالات محاسباتی، الکترومغناطیس)
- برنامۀ شبیه‌ساز بازی زندگی کانوی
- تخمین وضعیت
- تحلیل تصاویر برخالی

چاردرخت، معادل دوبعدی هشت‌درخت است.

## شبه کد
این شبه کد، روشی برای پیاده‌سازی یک چاردرخت است که فقط نقاط را ذخیره می‌کند. پیاده‌سازی‌های دیگری نیز برای این کار وجود دارد.

### مقدمات
در این پیاده‌سازی، از این ساختارها استفاده شده است:
```
// Simple coordinate object to represent points and vectors

struct
 
XY

{

  
float
 
x
;

  
float
 
y
;

  
function
 
__construct
(
float
 
_x
,
 
float
 
_y
)
 
{...}

}

// Axis-aligned bounding box with half dimension and center

struct
 
AABB

{

  
XY
 
center
;

  
XY
 
halfDimension
;

  
function
 
__construct
(
XY
 
center
,
 
XY
 
halfDimension
)
 
{...}

  
function
 
containsPoint
(
XY
 
p
)
 
{...}

  
function
 
intersectsAABB
(
AABB
 
other
)
 
{...}

}

```

### کلاس چاردرخت
این کلاس، ریشۀ یک چاردرخت را (که کل چاردرخت را مشخص می‌کند) ذخیره می‌کند.
```
class
 
QuadTree

{

  
// Arbitrary constant to indicate how many elements can be stored in this quad tree node

  
constant
 
int
 
QT_NODE_CAPACITY
 
=
 
4
;

  
// Axis-aligned bounding box stored as a center with half-dimensions

  
// to represent the boundaries of this quad tree

  
AABB
 
boundary
;

  
// Points in this quad tree node

  
Array
 
of
 
XY
 
[
size
 
=
 
QT_NODE_CAPACITY
]
 
points
;

  
// Children

  
QuadTree
*
 
northWest
;

  
QuadTree
*
 
northEast
;

  
QuadTree
*
 
southWest
;

  
QuadTree
*
 
southEast
;

  
// Methods

  
function
 
__construct
(
AABB
 
_boundary
)
 
{...}

  
function
 
insert
(
XY
 
p
)
 
{...}

  
function
 
subdivide
()
 
{...}
 
// create four children which fully divide this quad into four quads of equal area

  
function
 
queryRange
(
AABB
 
range
)
 
{...}

}

```

### درج
این تابع یک نقطه را در چارک (زیرناحیه) مناسب از چاردرخت ذخیره می‌کند و در صورت نیاز ناحیه را تکه می‌کند.
```
class
 
QuadTree

{

  
...

  
// Insert a point into the QuadTree

  
function
 
insert
(
XY
 
p
)

  
{

    
// Ignore objects which do not belong in this quad tree

    
if
 
(
!
boundary
.
containsPoint
(
p
))

      
return
 
false
;
 
// object cannot be added

    
// If there is space in this quad tree, add the object here

    
if
 
(
points
.
size
 
<
 
QT_NODE_CAPACITY
)

    
{

      
points
.
append
(
p
);

      
return
 
true
;

    
}

    
// Otherwise, we need to subdivide then add the point to whichever node will accept it

    
if
 
(
northWest
 
==
 
null
)

      
subdivide
();

    
if
 
(
northWest
->
insert
(
p
))
 
return
 
true
;

    
if
 
(
northEast
->
insert
(
p
))
 
return
 
true
;

    
if
 
(
southWest
->
insert
(
p
))
 
return
 
true
;

    
if
 
(
southEast
->
insert
(
p
))
 
return
 
true
;

    
// Otherwise, the point cannot be inserted for some unknown reason (which should never happen)

    
return
 
false
;

  
}

}

```

### یافتن نقاط در یک بازه
این تابع، همۀ نقاطی که در یک بازه قرار دارند را پیدا می‌کند.
```
class
 
QuadTree

{

  
...

  
// Find all points which appear within a range

  
function
 
queryRange
(
AABB
 
range
)

  
{

    
// Prepare an array of results

    
Array
 
of
 
XY
 
pointsInRange
;

    
// Automatically abort if the range does not collide with this quad

    
if
 
(
!
boundary
.
intersectsAABB
(
range
))

      
return
 
pointsInRange
;
 
// empty list

    
// Check objects at this quad level

    
for
 
(
int
 
p
 
:=
 
0
;
 
p
 
<
 
points
.
size
;
 
p
++
)

    
{

      
if
 
(
range
.
containsPoint
(
points
[
p
]))

        
pointsInRange
.
append
(
points
[
p
]);

    
}

    
// Terminate here, if there are no children

    
if
 
(
northWest
 
==
 
null
)

      
return
 
pointsInRange
;

    
// Otherwise, add the points from the children

    
pointsInRange
.
appendArray
(
northWest
->
queryRange
(
range
));

    
pointsInRange
.
appendArray
(
northEast
->
queryRange
(
range
));

    
pointsInRange
.
appendArray
(
southWest
->
queryRange
(
range
));

    
pointsInRange
.
appendArray
(
southEast
->
queryRange
(
range
));

    
return
 
pointsInRange
;

  
}

}

```